# Racconti di Sarajevo
Racconti di Sarajevo è una raccolta di racconti di Ivo Andrić uniti dall'ambientazione: la Sarajevo a cavallo tra il XIX e il XX secolo, tutto il vissuto e il quotidiano che diventa storia di una città martoriata, attraverso la vita dei suoi abitanti.
In questi racconti Andrić espone una riflessione sulle radici di tutti i conflitti jugoslavi, con un'inclinazione tristemente profetica alla luce della guerra civile del 1991 - 1995, che portò alla disgregazione della Jugoslavia in sei nuovi stati nazionali. L'analisi dell'autore fornisce una chiave d'interpretazione, pessimista, sui nuovi e incerti destini della terra dello scrittore ma, nonostante l'ennesima, terribile carneficina: "...nella misura in cui ha coscienza del passato vive e sente il presente, ha fede nell'avvenire".

## Racconti
(Racconti di Sarajevo, Newton Compton, TEN, 1995, p. 31.)

### Lettera del 1920 (Pismo iz 1920. godine)- 1946
Due amici che si erano conosciuti a scuola, si incontrano dopo sei anni nella stazione di Slavonski Brod. I due differivano di tre anni. Il più grande era figlio di un medico austriaco di origine ebraica e di una duchessa di Trieste e si chiamava Max Levenfeld. Era molto colto ed è sempre stato motivo di stimolo per l'altro. I due si dilettavano a leggere il Prometeo di Johann Wolfgang von Goethe. Poi lui era andato a Vienna per studiare medicina e così si persero di vista. Continuò una corrispondenza di lettere ma la guerra interruppe tutti i contatti. Egli aveva trascorso gli ultimi mesi a Sarajevo per vendere l'appartamento del padre che era morto di tifo, poi d'accordo con la madre sarebbe andato a Trieste lasciando per sempre la Bosnia.
Come scrive Andrić ("chiacchiera in modo forzatamente frivolo, come se volesse allontanare altri, più pesanti pensieri"). Max disprezza la guerra. Ma dopo pochi giorni il protagonista riceve una lettera dal medico dove motiva la scelta di lasciare la Bosnia. Egli spiega che la Bosnia è un paese stupendo ma pieno d'odio e proprio a causa di esso va via.
Dopo dieci anni dalla ricevuta della lettera il protagonista sente dire che Max viveva a Parigi e aveva un grande studio nei pressi di Neilly.
Dopo altri sette, otto anni il protagonista apprese la notizia che appena era iniziata la guerra civile in Spagna Max aveva lasciato tutto e si era arruolato come volontario nell'esercito repubblicano. Aveva organizzato ambulatori e ospedali ed era famoso per la sua energia e la sua professionalità. Ma all'inizio del 1939 si trovava nei pressi di Aragona in un ospedale. L'ospedale fu bombardato e Max morì.
Andrić conclude scrivendo "Così finì la vita dell'uomo che era fuggito dall'odio".

### Il tappeto (Ćilim)- 1948
Un'anziana donna impedisce al figlio e alla nuora di accettare un tappeto - probabilmente rubato durante un saccheggio alla moschea - da un soldato austriaco ubriaco che chiede in cambio altro vino.

### Le fascine (Snopići)- 1948
Un vecchio che vende fascine ripercorre la propria storia fino alla caduta e alla miseria in cui si trova.

### La festa (Svečanost)- 1962
La tragica vita di un uomo normale che si ubriaca e sragiona solo nel giorno del suo onomastico.
Il medesimo racconto e stato pubblicato in seguito con una nuova traduzione nella raccolta "La donna sulla pietra" edito da Zandonai

### I sellai (Sarači)- 1966
Uno scorcio di vita all'interno del grande bazar di Sarajevo: la via dei sellai, con le sue botteghe e i suoi artigiani.

### Una giornata di luglio(Julski dan)
Nell'estate del 1878, durante il passaggio del potere dalle mani del Turco a quelle del regno austriaco, le carceri di Sarajevo vengono aperte e i detenuti, grassatori, ladri e assassini, lasciati liberi con la speranza di poterli arruolare contro le truppe sconfitte che si stanno ritirando al sud. La maggioranza però si disperde iniziando subito una campagna di furti e sopraffazioni.

### Parole verso sera (Razgovor predveče)- 1976
Come nel primo racconto, due amici nati nello stesso quartiere, ma che si sono presto divisi, scegliendo destini diversi, chiacchierano nella pace della sera, senza capirsi.

## Edizioni

### In italiano
- Ivo Andrić, Racconti di Sarajevo, a cura di D. Badnjevic, TEN, Newton Compton, 1993, ISBN 9788879832540.
- Ivo Andrić, Racconti di Sarajevo, trad. it. Alice Parmeggiani, Crocetti Editore, 2023, ISBN 9788883063923